# 二氧化锡
二氧化锡是一种无机化合物，化学式为SnO2。

## 性质
白色、淡灰色或淡黄色六方、斜方或四方晶系粉末，在空气中加热时稳定。在自然界中以锡石存在。结晶成金红石型结构，其中锡六配位，氧为三配位。不溶于水、王水和醇，溶于碱金属氢氧化物溶液中生成锡酸盐，也可溶于酸中，因此为两性氧化物。有导电性能。它一般认为是一种缺氧n型半导体。
二氧化锡可溶于氢卤酸生成六卤锡酸盐，例如它与氢碘酸在回流条件下反应数小时后，可得六碘锡酸。
{\displaystyle {\rm {\ SnO_{2}+6HI\rightarrow H_{2}SnI_{6}+2H_{2}O}}}
二氧化锡也可溶于硫酸生成硫酸锡：
{\displaystyle {\rm {\ SnO_{2}+2H_{2}SO_{4}\rightarrow Sn(SO_{4})_{2}+2H_{2}O}}}

## 制备
锡花与20°Bé的硝酸进行反应，至无氮氧化物逸出和无锡剩余时，反应液经澄清，生成的β-锡酸经洗涤、脱水在120°C烘干，并于1250°C煅烧，再经粉碎、过筛，得二氧化锡。
{\displaystyle {\rm {\ 3Sn+4HNO_{3}+H_{2}O\rightarrow 3H_{2}SnO_{3}+4NO\uparrow }}}
{\displaystyle {\rm {\ H_{2}SnO_{3}\ {\xrightarrow {\triangle }}\ SnO_{2}+H_{2}O}}}

## 用途
二氧化锡在颜料工业中与铬酸盐、三氧化二铬、石灰、五氧化二钒、五氧化二锑、氯等混合，产生粉红色、米黄色、黄色、灰蓝色、紫金色等颜色，作为陶瓷和搪瓷的着色剂。玻璃工业中，用于制造乳白玻璃和用作玻璃磨光剂。印染中，用作织物媒染剂和增重剂。此外，二氧化锡还用作制取其他锡化合物的原料、有机合成中用于氧化芳香族化合物为羧酸和酸酐的催化剂，以及用于电子工业。